# Sigma Chi
Sigma Chi (ΣΧ) ist eine der Verbindungen männlicher Studenten in den USA. Gegründet wurde diese sozial geprägte Verbindung 1855 an der Miami University in Oxford, Ohio. Sie gehört der Miami Triade an.
Sigma Chi hatte sieben Gründungsväter: Benjamin Piatt Runkle, Thomas Cowan Bell, William Lewis Lockwood, Isaac M. Jordan, Daniel William Cooper, Franklin Howard Scobey, James Parks Caldwell. Bis heute lautet das Motto von Sigma Chi In Hoc Signo Vinces („In diesem Zeichen wirst du siegen!“). Die Farben der Vereinigung sind Gold und Blau, ihr Symbol ist ein weißes Kreuz. Ihr Hauptsitz befindet sich in Evanston, Illinois. Aktuell umfasste Sigma Chi 213.535 Brüder mit 233 Kapiteln an den Hochschulen und Universitäten in den Vereinigten Staaten und Kanada sowie 145 Schülergruppen rund um die Welt.
Am 16. November 2006 fand in London das erste Treffen des European Sigma Chi Alumni Chapters statt. Dies war das erste Alumni-Chapter außerhalb der Vereinigten Staaten und umfasste rund 200 Sigma-Chi-Alumni.